# Donald Ogden Stewart
 (février 2022).
Si vous disposez d'ouvrages ou d'articles de référence ou si vous connaissez des sites web de qualité traitant du thème abordé ici, merci de compléter l'article en donnant les références utiles à sa vérifiabilité et en les liant à la section « Notes et références ».
Pour les articles homonymes, voir Donald Stewart et Stewart.

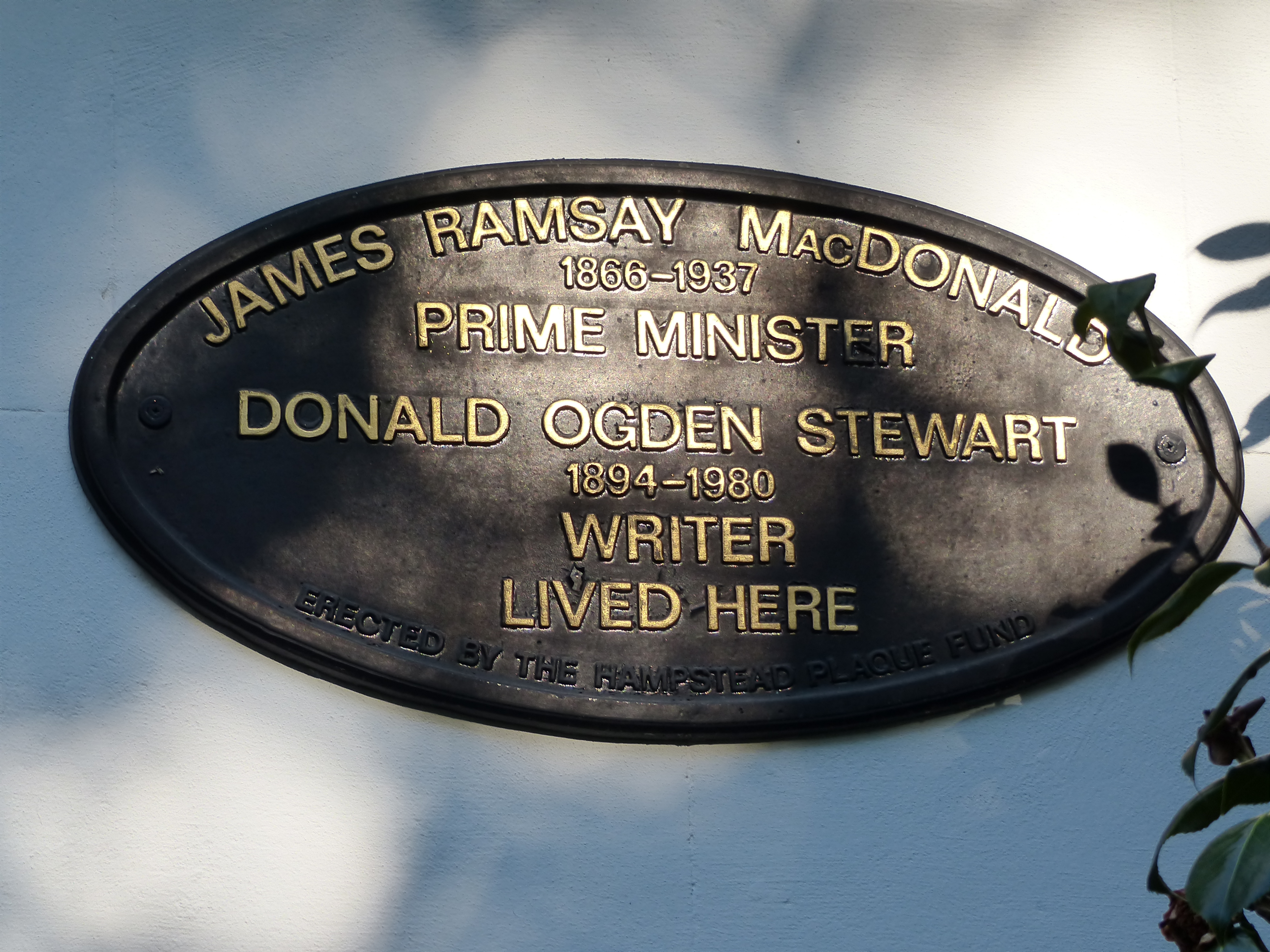

Donald Ogden Stewart, né le 30 novembre 1894 à Columbus (Ohio, États-Unis), mort le 2 août 1980 à Londres (Angleterre, Royaume-Uni), est un acteur, dramaturge, écrivain, librettiste et scénariste américain.

## Biographie
Au cinéma, entre 1926 et 1949, Donald Ogden Stewart collabore à trente-quatre films américains (dont plusieurs réalisés par George Cukor : voir la filmographie sélective ci-après) comme scénariste — ou encore comme adaptateur ou auteur de dialogues additionnels —, notamment au sein de la Metro-Goldwyn-Mayer. Un de ses films les plus connus, Indiscrétions (1940) de Cukor, avec Katharine Hepburn, Cary Grant et James Stewart, lui permet de gagner l'Oscar du meilleur scénario adapté, en 1941.
En 1950, il est victime du maccarthisme et mis sur « liste noire ». Il émigre l'année suivante (1951) en Angleterre, où il s'installe définitivement (il meurt à Londres en 1980). Dans les années 1950, il contribue à seulement trois productions : le film italien Europe 51 (1952) de Roberto Rossellini, avec Ingrid Bergman ; le film américano-britannique Vacances à Venise (1955) de David Lean, avec Katharine Hepburn ; et le film britannique Escapade (1955), avec John Mills. Il n'est pas crédité pour les deux premiers, et figure au générique original du troisième sous le pseudonyme de Gilbert Holland.
En marge de ses activités de scénariste, Donald Ogden Stewart apparaît occasionnellement comme acteur, dans un court métrage de 1929, puis dans trois autres films des années 1930, dont La Femme de sa vie en 1935 (il est également auteur du scénario), avec Joan Crawford et Robert Montgomery, où il tient le petit rôle non crédité d'un ivrogne.
Au théâtre à Broadway (New York), il est l'auteur de trois pièces (respectivement créées en 1927, 1930 et 1947) et librettiste d'une comédie musicale (créée en 1930). Une autre de ses pièces est créée à Londres en 1958 (voir la rubrique « Théâtre » ci-dessous). En outre, il joue dans deux pièces, celle de 1930 déjà évoquée, et surtout Holiday (Barry) (en) de Philip Barry, créée en 1928, où il interprète Nick Potter. Dix ans plus tard, en 1938, il signe la seconde adaptation de cette pièce pour l'écran, sous le même titre original (réalisation de George Cukor, avec Katharine Hepburn, Cary Grant et Edward Everett Horton — reprenant le rôle de Nick Potter — ; titre français : Vacances).
Enfin, dans les années 1920, Donald Ogden Stewart est l'auteur de deux satires et de deux romans, puis écrit une autobiographie, publiée en 1975 (voir la rubrique "Littérature" ci-dessous).
Membre officieux du cercle littéraire Algonquin Round Table dans les années 1920, il est personnifié par David Gow en 1994, dans le film d'Alan Rudolph Mrs Parker et le Cercle vicieux (autour de Dorothy Parker, autre membre de ce cercle).

## Filmographie partielle
Films américains, comme scénariste, sauf mention contraire ou complémentaire
- 1926 : Tom, champion du stade (Brown of Harvard) de Jack Conway
- 1929 : Night Club de Robert Florey (court métrage ; acteur)
- 1930 : Rire (Laughter) d'Harry d'Abbadie d'Arrast
- 1930 : Dulcy (Not So Dumb) de King Vidor (acteur)
- 1931 : Tarnished Lady de George Cukor
- 1931 : Finn and Hattie de Norman Z. McLeod et Norman Taurog (adaptation de son roman Mr. et Mrs. Haddock Abroad)
- 1931 : Rebound d'Edward H. Griffith (adaptation de sa pièce éponyme)
- 1932 : La Belle de Saïgon (Red Dust) de Victor Fleming (dialogues additionnels ; non crédité)
- 1932 : Chagrin d'amour (Smilin' Through) de Sidney Franklin (scénario repris dans le remake de 1941)
- 1933 : Les Invités de huit heures (Dinner at Eight) de George Cukor (dialogues additionnels)
- 1933 : Another Language d'Edward H. Griffith
- 1933 : La Sœur blanche (The White Sister) de Victor Fleming (+ acteur)
- 1933 : Au pays du rêve (Going Hollywood) de Raoul Walsh
- 1934 : Miss Barrett (The Barretts of Wimpole Street) de Sidney Franklin
- 1935 : La Femme de sa vie (No More Ladies) d'Edward H. Griffith et George Cukor (+ acteur)
- 1935 : Imprudente Jeunesse (Reckless) de Victor Fleming (non crédité)
- 1937 : Le Prisonnier de Zenda (The Prisoner of Zenda) de John Cromwell (dialogues additionnels, réutilisés dans le remake de 1952)
- 1938 : Vacances (Holiday) de George Cukor
- 1938 : Marie-Antoinette (Marie Antoinette) de W. S. Van Dyke
- 1939 : Elle et lui (Love Affair) de Leo McCarey (scénario réutilisé dans le remake de 1957)
- 1939 : Femmes (The Women) de George Cukor (non crédité)
- 1939 : The Night of Nights de Lewis Milestone
- 1940 : Indiscrétions (The Philadelphia Story) de George Cukor
- 1940 : Kitty Foyle (Kitty Foyle : The Natural History of a Woman) de Sam Wood (dialogues additionnels)
- 1941 : Illusions perdues (That Uncertain Feeling) d'Ernst Lubitsch
- 1941 : Il était une fois (A Woman's Face) de George Cukor
- 1942 : Six destins (Tales of Manhattan) de Julien Duvivier
- 1942 : La Flamme sacrée (Keeper of the Flame) de George Cukor
- 1943 : Et la vie recommence (Forever and a Day) d'Edmund Goulding, Cedric Hardwicke & al.
- 1945 : Sans amour (Without Love) d'Harold S. Bucquet
- 1947 : Mon père et nous (Life with Father) de Michael Curtiz
- 1947 : Éternel Tourment (Cass Timberlane) de George Sidney
- 1949 : Édouard, mon fils (Edward, My Son) de George Cukor (film américano-britannique)
- 1952 : Europe 51 (Europa '51) de Roberto Rossellini (film italien ; non crédité)
- 1955 : Vacances à Venise (Summertime) de David Lean (film américano-britannique ; non crédité)
- 1955 : Escapade de Philip Leacock (film britannique ; crédité Gilbert Holland)

## Théâtre
Pièces, à Broadway, sauf mention contraire
- 1927-1928 : Los Angeles, production de George M. Cohan, avec Alison Skipworth, Helen Vinson (auteur, en collaboration avec Max Marcin)
- 1928-1929 : Holiday de Philip Barry, avec Dorothy Tree (acteur)
- 1930 : Rebound (auteur et acteur)
- 1930-1931 : Fine and Dandy, comédie musicale, musique de Kay Swift, lyrics de Paul James (librettiste)
- 1947 : How I wonder, mise en scène de Garson Kanin et George Greenberg, avec Raymond Massey, Everett Sloane (auteur)
- 1958 : The Kidders (à Londres, avec Faith et Lyndon Brook ; à Glasgow, avec Iain Cuthbertson ; auteur)

## Littérature
- 1921 : A Parody Outline of History, satire de l'essai d'H. G. Wells Esquisse de l'Histoire universelle (en) (The Outline of History), Garden City Publishing Company, New York, 230 p.
- 1922 : Perfect Behavior, satire du savoir-vivre, George H. Doran Company, New York, 227 p.
- 1923 : Aunt Polly's Story of Mankind, roman satirique, George H. Doran Company, 263 p.
- 1924 : Mr. and Mrs. Haddock Abroad, roman satirique, George H. Doran Company, New York, 267 p.
- 1975 : By a Stroke of Luck, autobiographie, Paddington Press, New York, 302 p.

## Récompense
- 1941 : Oscar du meilleur scénario adapté pour Indiscrétions.